# 經國路 (新竹市)
經國路（Jingguo Rd.），為台灣新竹市貫穿市區的重要外環道路，全線隸屬於台1線。全長5.3公里，路寬24-33米，共分三段。北起於中華路一段，南至中華路四段。

## 歷史
經國路開闢於1970年代，是由當時的縱貫公路分出，經三民國小、北門國小、民富國小通往和平橋，再接回縱貫公路。為了紀念已故中華民國總統蔣經國，命名為經國路。今日的經國路已取代中華路成為台1線正線，沿線區域已發展成為市區的一部份，竹竹苗輕軌綠線曾規畫行經本路。東大路至民主路段，經國路南側規畫有綠園道，計畫上稱為「公園綠道二號」（公道二）。
新竹市經國路的命名是在蔣經國在世的時候, 是全台第一條以蔣經國命名的路。

## 行經行政區域
（由北至南）
- 東區
- 北區
- 香山區

## 分段
經國路共分三段
- 一段：北起於中華路一段路口，南於東大路與經國路二段相接。
- 二段：北於東大路與經國路一段相接，南於和平橋與經國路三段相接。
- 三段：北於和平橋與經國路二段相接，南抵中華路四段。

## 車道配置
（由北至南）
- 中華路一段－城北街：雙向各三車道及中央綠化安全島
- 城北街－牛埔路：雙向各二車道及中央綠化安全島，並各設有一機慢車道
- 牛埔路－中華路四段：雙向各三車道及中央綠化安全島

## 沿線設施
（由北至南）

### 經國路一段
- 國立臺灣大學醫學院附設醫院新竹臺大分院新竹醫院（442巷25號）
- 中華郵政新竹復中里郵局 （页面存档备份，存于）（452-1號）
- 新竹市消防局第二大隊三民分隊（486號）
- 新竹市警察局第二分局文華派出所（488號）
- 新竹市勞工育樂中心（田美三街2號）
- 新竹市果菜批發市場（411號）
- 麥當勞新竹經國店（522號）
- 永豐銀行光華分行（528號）
- 內政部警政署警察通訊所新竹分所（752號）

### 經國路二段
- 中華郵政新竹經國路郵局 （页面存档备份，存于）（56號）
- 全國加油站經國站（126號）
- 新竹市警察局交通警察隊[1]
- 新竹市北區民富國民小學（西大路561號）
- 新竹市立竹光國民中學（和平路1號）
- 高雄銀行新竹分行（633號）

### 經國路三段
- 麥當勞新竹經國二店（11號）
- 台灣楓康超市經國店 （页面存档备份，存于）（33號）
- 思夢樂流行服飾館 （页面存档备份，存于）新竹店（60號）
- 法務部調查局新竹市調查站（126號）
- 內政部警政署國道公路警察局第六公路警察大隊竹林分隊（127號）
- 唐高義士銅像（路底，中華路四段交叉路口）

## 替代道路
- 武陵路
- 竹光路